# Metatemnus heterodentatus
Espèce
Metatemnus heterodentatus est une espèce de pseudoscorpions de la famille des Atemnidae.

## Distribution
Cette espèce est endémique du Kalimantan en Indonésie. Elle se rencontre sur le Bukit Mehipit.

## Description
Le mâle holotype mesure 3 mm.

## Publication originale
- Beier, 1952 : On some Pseudoscorpionidea from Malaya and Borneo. Bulletin of the Raffles Museum, vol. 24, p. 96-108 (texte intégral).